# Нонне, Макс
Макс Нонне (нем. Max Nonne; 13 января 1861, Гамбург — 12 августа 1959, там же) — немецкий врач-невролог, профессор (1925), доктор медицины (1884). Внёс существенный вклад в развитие современной неврологии.

## Биография
Изучал медицину в университетах Гейдельберга, Фрайбурга и Берлина.
В 1884 году получил степень доктора медицины.
Работал ассистентом знаменитого немецкого невропатолога Вильгельма Эрба в неврологической клинике Гейдельбергского университета, затем у Фридриха Августа фон Эсмарха в хирургической клинике в Киле
В 1889 году поселился в Гейдельберге, где имел практику как невролог. Работал ординатором госпиталя Красного Креста, а в 1896 году — директором отдела неврологии гамбургской клиники Эппендорф.
В 1913 году Макс Нонне стал титулярным профессором неврологии, а с 1919 года — преподавателем новосозданного Гамбургского университета. С 1925 года — профессор.

## Научная деятельность
Макс Нонне — авторитетный специалист в области неврологии, занимался диагностикой болезней нервной системы, был ведущим специалистом по прогрессивному параличу (нейросифилису).
В честь Нонне названа описанная им реакция Нонне-Апельта. Одним из первых описал болезнь, названную впоследствии именем первооткрывателя — Болезнь Нонне–Милроя–Мейжа.

## Ленин
Макс Нонне был одним из заграничных светил медицины приглашённых весной 1923 года в Москву для консультаций по поводу болезни Ленина.
Существует множество мнений, что причиной смерти Ленина стал сифилис. Сам Ленин также был уверен в сифилисе. Консилиум врачей, ведущих российских и европейских сифилидологов, в 1922—24 годах лечил его сальварсаном, неосальварсаном, препаратами на основе ртути, йода, мышьяка и висмута. В консультациях участвовал и Макс Нонне. Он приезжал в Россию и посещал Ленина дважды: 20—21 марта 1923 года и 27 апреля—14 мая 1923 года. Утверждается, что догадка была им опровергнута: «Абсолютно ничто не свидетельствовало о сифилисе», — записал впоследствии Нонне.

### Избранные научные труды и публикации
Макс Нонне — автор справочника «Сифилис и нервная система» (1902), также:
- Vier Fälle von Elephantiasis congenita hereditaria. (1891)
- Zur Ätiologie der Pfortaderthrombose (1886)
- Anfang und Ziel meines Lebens (1971) и др.